# Bittersweet
"Bittersweet" är en låt av det finländska metalbandet Apocalyptica. Gästad av sångarna Lauri Ylönen från The Rasmus och Ville Valo från HIM gavs låten ut på singel 29 november 2004 samt på Apocalypticas självbetitlade album från 2005. Låten har, med uppbackning av en flitigt spelad musikvideo, uppnått första placeringen på finländska singellistan samt legat 6:a i Tyskland och 8:a i Schweiz.

## Bakgrund
| Lauri Ylönen och Ville Valo gästsjunger på låten. |  | Lauri Ylönen och Ville Valo gästsjunger på låten. |
| Lauri Ylönen och Ville Valo gästsjunger på låten. |  |                                                   |

"Bittersweet" var den första singeln utgiven från Apocalypticas femte album, Apocalyptica, och har beskrivits som en mörk ballad. Texten är skriven av Lauri Ylönen (sångare i The Rasmus) och Ville Valo (sångare i HIM) medan musiken komponerades av Apocalypticas Eicca Toppinen som också producerade låten.
I en intervju med musiktidningen Top of the Pops från januari 2005 har Ylönen sagt att låten handlar om hur två killar älskar samma tjej. Den ene, i låten Valo, vill lämna henne medan den andre, i låten Ylönen, desperat vill binda ett förhållande med henne. I samma intervju sa också Valo att ett undantag för den här låten är hur två killar kan framföra en kärlekssång utan att det blir pinsamt.

## Musikvideo
Videon till låten spelades in i Helsingfors i regi av Antti Jokinen.

## Låtlista
All musik komponerad av Eicca Toppinen.
CD-singel
1. "Bittersweet" – 3:22
2. "Misconstruction" – 3:59

CD-singel Maxi
1. "Bittersweet" – 3:27
2. "Bittersweet" (Acoustic Version) – 3:25
3. "Bittersweet" (Instrumental Version) – 3:25
4. "Misconstruction" – 4:00
5. Apocalyptica Player Software [ROM Part]

## Listplaceringar
| Listor (2004-2005)        | Högsta placering |
| ------------------------- | ---------------- |
| Finländska singellistan   | 1                |
| Schweiziska singellistan  | 8                |
| Svenska singellistan      | 53               |
| Tyska singellistan        | 6                |
| Österrikiska singellistan | 11               |

## Medverkande
- Apocalyptica;
  - Eicca Toppinen – cello, producent
  - Paavo Lötjönen – cello
  - Perttu Kivilaakso – cello
  - Mikko Sirén – trummor
- Stefan Glaumann – mixning
- Svante Forsbäck – mastering
- Ralf Strathmann – fotografi
- Lauri Ylönen – sång
- Ville Valo – sång